# یواس‌اس مانهاست (ای‌جی-۴۷)
یواس‌اس مانهاست (ای‌جی-۴۷) (به انگلیسی: USS Manhasset (AG-47)) یک کشتی بود که طول آن 245' بود. این کشتی در سال ۱۹۲۳ ساخته شد.